# Etisterona
La etisterona es una hormona progestágena.
La primera progestina activa, etisterona (pregneninolona, 17α-etiniltestosterona), el análogo 17α-etinil de la testosterona, sintetizada en 1938 por Hans Herloff Inhoffen, Willy Logemann, Walter Hohlweg y Arthur Serini en Schering AG en Berlín, fue comercializada en Alemania en 1939 como Proluton C y por Schering en los Estados Unidos en 1945 como Pranone.
La también fue comercializada en los Estados Unidos desde los años 1950 hacia los años 1960 bajo una variedad de nombres comerciales por otras industrias farmacéuticas que habían sido miembros del cartel hormonal europeo pre-Segunda Guerra Mundial (Ciba, Organon International, Roussel Uclaf).